# Gouvernement Cissoko II
République du Mali
Cissoko I Ly
Le 22 juin 2013, par décret N° 2013 – 536/P-RM, le président de la république du Mali, Dioncounda Traoré nomme le gouvernement sur proposition du premier ministre Diango Cissoko.

## Composition du gouvernement du 22 juin 2013
- Ministre de l’Économie et de l’Action Humanitaire : Mamadou Namory Traoré
- Ministre de la Défense et des Anciens combattants : Général Yamoussa Camara
- Ministre des Affaires étrangères et de la Coopération internationale : Tiéman Hubert Coulibaly
- Ministre de l'Administration territoriale, de la Décentralisation et de l'Aménagement du territoire : Col Moussa Sinko Coulibaly
- Ministre des Finances: Abdel Karim Konaté
- Ministre du Commerce et de l'Industrie : Tiénan Coulibaly
- Ministre des Mines : Dr Amadou Baba Sy
- Ministre de l'Éducation de l'Alphabétisation, de la Promotion des langues nationales et de l'Instruction civique: Bocar Moussa Diarra
- Ministre de l'Enseignement supérieur et de la Recherche scientifique : Pr Messa Ould Mohamed Lady
- Ministre du Travail, de la Fonction publique et des Relations avec les institutions : Me Demba Traoré
- Ministre de la Sécurité intérieure et de la Protection civile : General Tiefing Konaté
- Ministre de l’Agriculture : Baba Berthé
- Ministre de la Justice, Garde des sceaux : Malick Coulibaly
- Ministre de l'Équipement et des Transports : Lt Col Abdoulaye Koumaré
- Ministre de la Santé : Soumana Makadji
- Ministre de l'Artisanat et du Tourisme : Yaya Ag Mohamed Ali
- Ministre du Logement, de l'Urbanisme, et des Affaires foncières : David Sagara
- Ministre de l'Emploi et de la Formation professionnelle : Dr Diallo Déidia Mahamane Kattra
- Ministre de la Poste et des Nouvelles technologies : Bréhima Tolo
- Ministre de la Famille, de la Promotion de la femme et de l’enfant : Mme Alwata Ichata Sahi
- Ministre de l'Énergie et de l’eau : Makan Tounkara
- Ministre de l'Environnement et de l'Assainissement : Ousmane Ag Rhissa
- Ministre de la Jeunesse et des Sports : Hamèye Founè Mahalmadane
- Ministre du Développement Social, de la Solidarité et des Personnes Âgées : Dr Mamadou Sidibé
- Ministre de l'Élevage et de la Pêche : Mme Diané Mariam Koné
- Ministre des Affaires religieuses et du culte : Dr Yacouba Traoré
- Ministre de la Communication, porte-parole du Gouvernement : Manga Dembelé
- Ministre de la Culture : Bruno Maïga
- Ministre des Maliens de l'extérieur et de l'Intégration africaine : Marimpa Samoura
- Ministre délégué auprès du ministre de l'Administration territoriale, de la Décentralisation et de l'Aménagement du territoire, chargé de la Décentralisation et de l'Aménagement du territoire : Abdourahmane Oumar Touré